# Comunidade Intermunicipal do Cávado

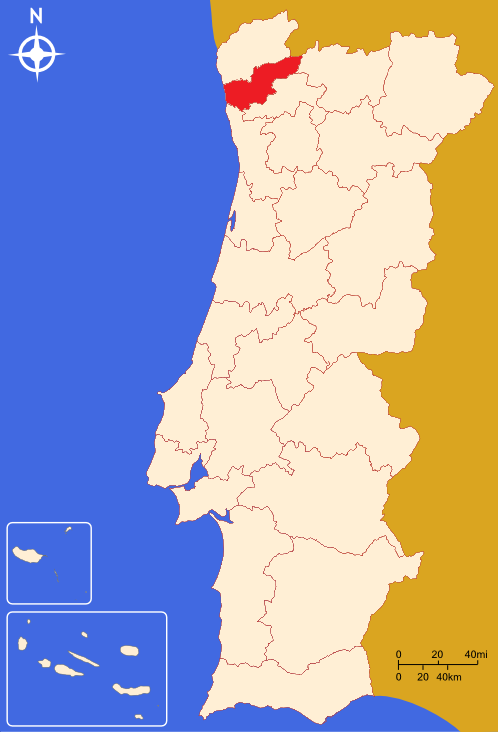
Comunidade Intermunicipal do Cávado

A Comunidade Intermunicipal do Cávado, também designada por CIM Cávado, é uma comunidade intermunicipal (CIM) de Portugal. É composta por 6 municípios. A área geográfica corresponde à NUTS III do Cávado.

## Municípios
| Município       | Área (em km²) | População (censo de 2011) |
| --------------- | ------------- | ------------------------- |
| Amares          | 82            | 18.889                    |
| Barcelos        | 378,9         | 120.391                   |
| Braga           | 183,4         | 181.494                   |
| Esposende       | 95,4          | 34.254                    |
| Terras de Bouro | 277,5         | 7.253                     |
| Vila Verde      | 228,7         | 47.888                    |
| Total           | 1245,9        | 410.169                   |